# Roberto Tavola
Roberto Tavola (Lecco, 7 agosto 1957) è un ex calciatore italiano, di ruolo centrocampista o difensore.

## Caratteristiche tecniche
Mancino naturale, nasce come mediano di quantità per poi venire adattato da Giovanni Trapattoni al ruolo di terzino sinistro.

## Carriera

### Giocatore

Tavola in azione alla Juventus nella stagione 1979-1980

Cresce nell'Atalanta, società con cui esordisce nel campionato di Serie B, conquistando una promozione nel massimo campionato dopo due stagioni. Esordisce in Serie A con gli orobici l'11 settembre 1977, nella partita con il Perugia.
Passa poi alla Juventus, con cui disputa un primo campionato senza riuscire tuttavia a conquistare un posto fisso tra i titolari: in totale scende in campo 14 volte, mettendo a segno 2 gol. Viene in seguito mandato in prestito al Cagliari (18 presenze ed 1 gol in Serie A), per poi rientrare a Torino sponda bianconera. Nemmeno stavolta riesce ad imporsi e, nonostante lo scudetto vinto con un ruolo da comprimario (solo 3 partite giocate), viene ancora mandato in prestito, questa volta alla Lazio, con la quale ottiene un secondo posto in B centrando così la promozione in Serie A.
L'anno successivo torna alla Juventus, dove conquista un secondo scudetto e la Coppa delle Coppe, nella quale mise a segno anche una rete di pregevole fattura nei sedicesimi di finale contro i polacchi del Lechia Gdańsk, rimanendo però relegato ai margini della rosa (solo 2 partite giocate in campionato, senza nessuna rete).
Decide quindi di scendere in Serie C1 alla Reggina, per restare poi nella categoria con SPAL, Catanzaro ed Ischia Isolaverde e chiudere nelle serie dilettantistiche con Asti prima e Seo Borgaro Torinese poi.
In carriera ha totalizzato complessivamente 90 presenze e 8 reti in Serie A e 97 presenze e 2 reti in Serie B.

### Dopo il ritiro
Si occupa professionalmente della gestione di edicole in alcuni grandi supermercati torinesi.
In ambito sportivo, è da anni impegnato nel ruolo di allenatore dilettantistico.

## Palmarès

### Club

#### Competizioni nazionali
- Campionato italiano: 2

Juventus: 1981-1982, 1983-1984

Campionato italiano serie B : 1 Lazio 1982-1983 promozione in serie A
- Campionato italiano Serie C1: 1

Catanzaro: 1986-1987 (girone B)

#### Competizioni internazionali
- Coppa delle Coppe: 1

Juventus: 1983-1984